# Gouvernement Figl I
 (août 2023).
Si vous disposez d'ouvrages ou d'articles de référence ou si vous connaissez des sites web de qualité traitant du thème abordé ici, merci de compléter l'article en donnant les références utiles à sa vérifiabilité et en les liant à la section « Notes et références ».
IIe République d'Autriche
Renner IV Figl II
Le gouvernement Figl I (en allemand : Bundesregierung Figl I) est le gouvernement fédéral de la République d'Autriche entre le 20 décembre 1945 et le 8 novembre 1949, durant la première législature du Conseil national.

## Historique du mandat
Dirigé par le nouveau chancelier fédéral conservateur Leopold Figl, précédemment secrétaire d'État sans portefeuille, ce gouvernement est initialement constitué et soutenu par une coalition d'unité nationale entre le Parti populaire autrichien (ÖVP), le Parti socialiste d'Autriche (SPÖ) et le Parti communiste d'Autriche (KPÖ). Ensemble, ils disposent des 165 députés du Conseil national.
Il est formé à la suite des élections législatives du 25 novembre 1945.
Il succède donc au gouvernement provisoire du social-démocrate Karl Renner, au pouvoir depuis avril 1945, constitué et soutenu par une coalition identique.

### Formation
Au cours du scrutin parlementaire, l'ÖVP devient le premier politique autrichien et conquiert la majorité absolue des sièges du Conseil national avec près de 49 % des suffrages exprimés. Leopold Figl décide toutefois de poursuivre l'expérience de l'union nationale et invite en conséquence le SPÖ et le KPÖ à continuer de siéger au gouvernement fédéral.
Le 19 décembre suivant, la Constitution fédérale de 1920 est officiellement rétablie et entre de nouveau en vigueur. Le lendemain, l'Assemblée fédérale investit Renner des pouvoirs du président fédéral, qu'il exerçait par intérim, pour un plein mandat de six ans. Celui-ci nomme alors Leopold Figl chancelier fédéral et son cabinet de 14 ministres fédéraux, soit un de plus que le précédent.

### Évolution
En conséquence des débuts de la Guerre froide et des débats sur le plan Marshall, les communistes se retirent de la majorité parlementaire et leur unique ministre fédéral démissionne le 20 novembre 1947. C'est le début de la « grande coalition » entre conservateurs et socialistes, qui durera dans un premier temps jusqu'en 1966.

### Succession
Lors des élections législatives du 9 octobre 1949, l'ÖVP perd sa majorité absolue mais l'alliance alors au pouvoir conserve une très large majorité. Reconduisant sa coalition avec le SPÖ, Figl constitue son second gouvernement.

## Composition

### Initiale (20 décembre 1945)
- Par rapport au gouvernement Renner IV, les nouveaux ministres sont indiqués en gras, ceux ayant changé d'attributions en italique.

| Fonction                                                                          | Titulaire | Titulaire                                             | Parti |
| --------------------------------------------------------------------------------- | --------- | ----------------------------------------------------- | ----- |
| Chancelier fédéral                                                                |           | Leopold Figl                                          | ÖVP   |
| Vice-chancelier                                                                   |           | Adolf Schärf                                          | SPÖ   |
| Ministre fédéral des Affaires étrangères                                          |           | Karl Gruber                                           | ÖVP   |
| Ministre fédéral sans portefeuille                                                |           | Lois Weinberger                                       | ÖVP   |
| Ministre fédéral de l'Intérieur                                                   |           | Oskar Helmer                                          | SPÖ   |
| Ministre fédéral de la Justice                                                    |           | Josef Gerö                                            | Sans  |
| Ministre fédéral de l'Enseignement                                                |           | Felix Hurdes                                          | ÖVP   |
| Ministre fédéral de la Sécurité sociale                                           |           | Karl Maisel                                           | SPÖ   |
| Ministre fédéral des Finances                                                     |           | Georg Zimmermann                                      | ÖVP   |
| Ministre fédéral de l'Agriculture et des Forêts                                   |           | Josef Kraus                                           | ÖVP   |
| Ministre fédéral du Commerce et de la Reconstruction                              |           | Eugen Fleischacker (jusqu'au 31/05/1946) Eduard Heinl | ÖVP   |
| Ministre fédéral de l'Approvisionnement                                           |           | Hans Frenzel                                          | SPÖ   |
| Ministre fédéral de la Protection du patrimoine et de la Planification économique |           | Peter Krauland                                        | ÖVP   |
| Ministre fédéral des Transports                                                   |           | Vinzenz Übeleis                                       | SPÖ   |
| Ministre fédéral de l'Électrification et de l'Énergie                             |           | Karl Altmann                                          | KPÖ   |

### Remaniement du11 janvier 1947
- Les nouveaux ministres sont indiqués en gras, ceux ayant changé d'attributions en italique.

| Fonction                                                                          | Titulaire | Titulaire                                     | Parti |
| --------------------------------------------------------------------------------- | --------- | --------------------------------------------- | ----- |
| Chancelier fédéral                                                                |           | Leopold Figl                                  | ÖVP   |
| Vice-chancelier                                                                   |           | Adolf Schärf                                  | SPÖ   |
| Ministre fédéral des Affaires étrangères                                          |           | Karl Gruber                                   | ÖVP   |
| Ministre fédéral sans portefeuille                                                |           | Erwin Altenburger                             | ÖVP   |
| Ministre fédéral de l'Intérieur                                                   |           | Oskar Helmer                                  | SPÖ   |
| Ministre fédéral de la Justice                                                    |           | Josef Gerö                                    | Sans  |
| Ministre fédéral de l'Enseignement                                                |           | Felix Hurdes                                  | ÖVP   |
| Ministre fédéral de la Sécurité sociale                                           |           | Karl Maisel                                   | SPÖ   |
| Ministre fédéral des Finances                                                     |           | Georg Zimmermann                              | ÖVP   |
| Ministre fédéral de l'Agriculture et des Forêts                                   |           | Josef Kraus                                   | ÖVP   |
| Ministre fédéral du Commerce et de la Reconstruction                              |           | Eduard Heinl (jusqu'au 18/02/1948) Ernst Kolb | ÖVP   |
| Ministre fédéral de l'Approvisionnement                                           |           | Otto Sagmeister                               | SPÖ   |
| Ministre fédéral de la Protection du patrimoine et de la Planification économique |           | Peter Krauland                                | ÖVP   |
| Ministre fédéral des Transports                                                   |           | Vinzenz Übeleis                               | SPÖ   |
| Ministre fédéral de l'Électrification et de l'Énergie                             |           | Karl Altmann (jusqu'au 20/11/1947)            | KPÖ   |
| Ministre fédéral de l'Électrification et de l'Énergie                             |           | Eduard Heinl a.i. (jusqu'au 24/11/1947)       | ÖVP   |
| Ministre fédéral de l'Électrification et de l'Énergie                             |           | Alfred Migsch                                 | SPÖ   |